# Calendario fascista

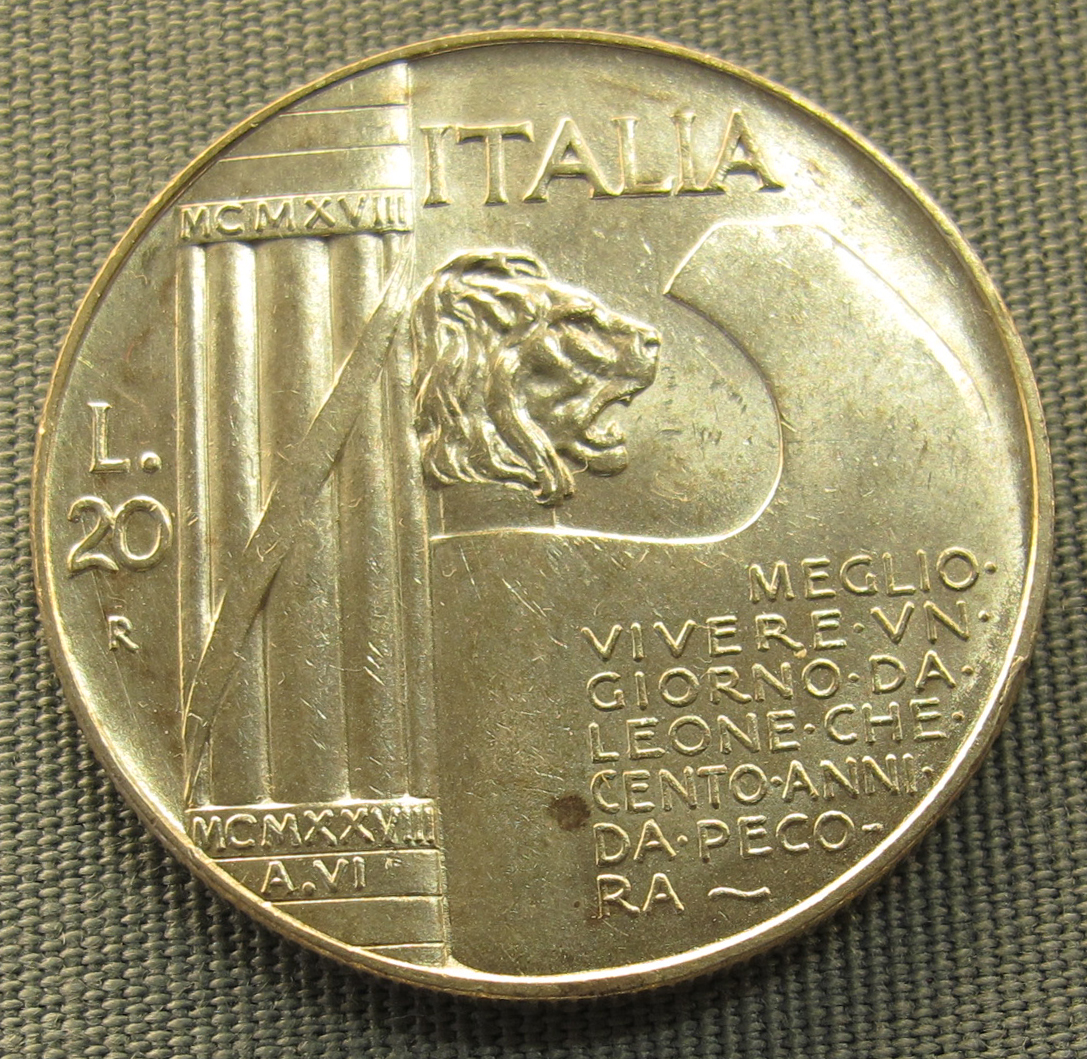
Una moneda italiana del período fascista con fecha MCMXXVIII A.VI.

El calendario fascista o Era Fascista fue una era calendario (numeración de años) utilizada en la Italia fascista. La Marcha sobre Roma, o más precisamente la adhesión de Mussolini como primer ministro el 29 de octubre de 1922, es el día 1 de Anno I de la Era Fascista. El calendario se introdujo en 1926 y se hizo oficial en Anno V (1927). Cada año de la Era Fascista era un Anno Fascista, abreviado A.F.

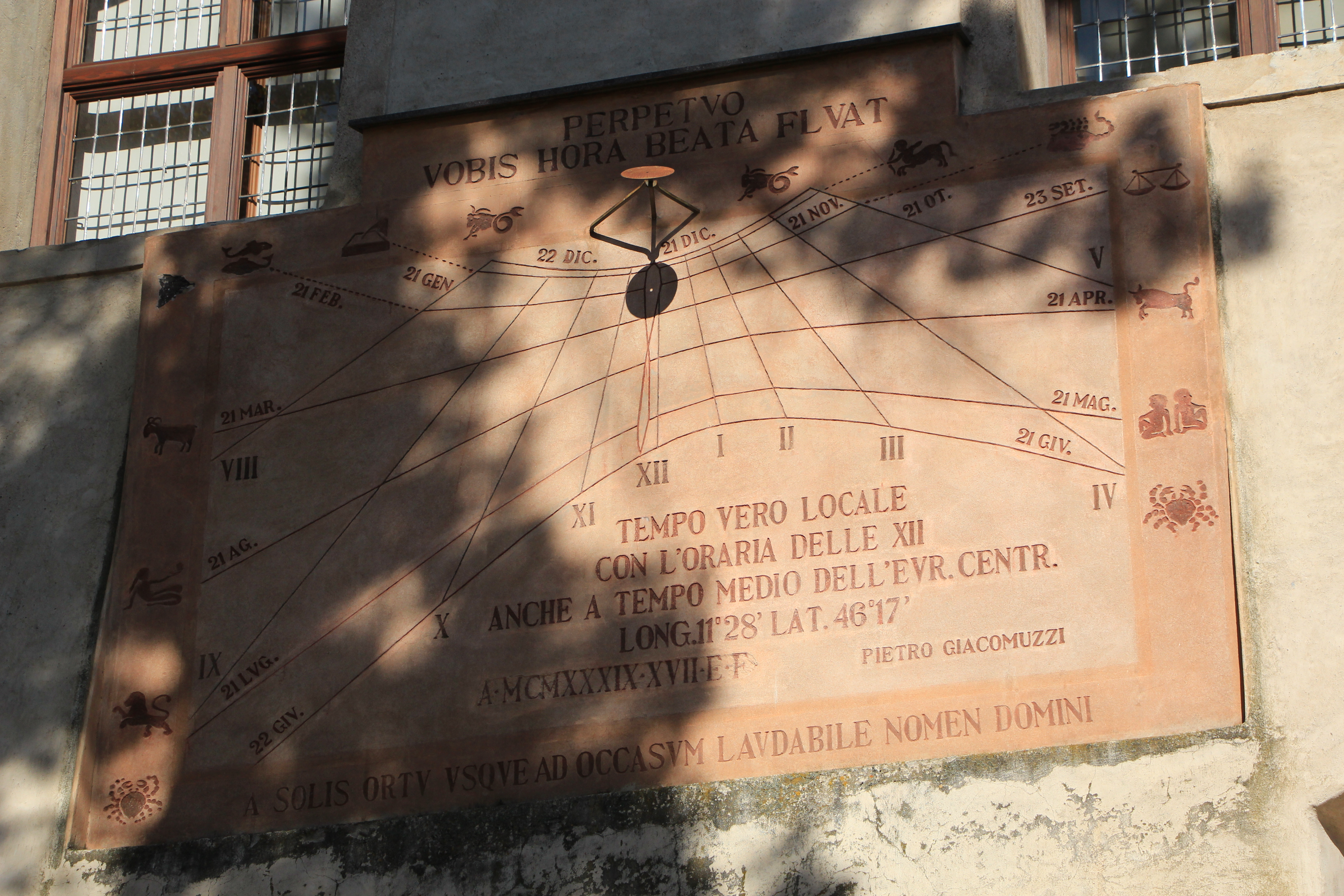
Un reloj solar en Cavalese, Trento, fechado MCMXXXIX XVII E.F.

El calendario fascista se inspiró en el calendario republicano francés.
Las fechas de la era fascista a menudo consistían en la fecha gregoriana seguida del año correspondiente de la era fascista en números romanos, como parte de la apropiación de la propaganda fascista de la antigua iconografía romana. El año de la Era Fascista a veces se escribía como Anno XIX, A. XIX o marcado como E.F. El calendario tenía la intención de reemplazar el calendario gregoriano "burgués" en la vida pública italiana en la medida en que, en 1939, los periódicos tenían prohibido escribir sobre el Día de Año Nuevo.
El décimo aniversario de la Marcha sobre Roma, Anno X, se llamó Decennale (evocando la antigua Decennalia romana). La pieza central de la propaganda de Anno X fue la Exposición de la Revolución Fascista.

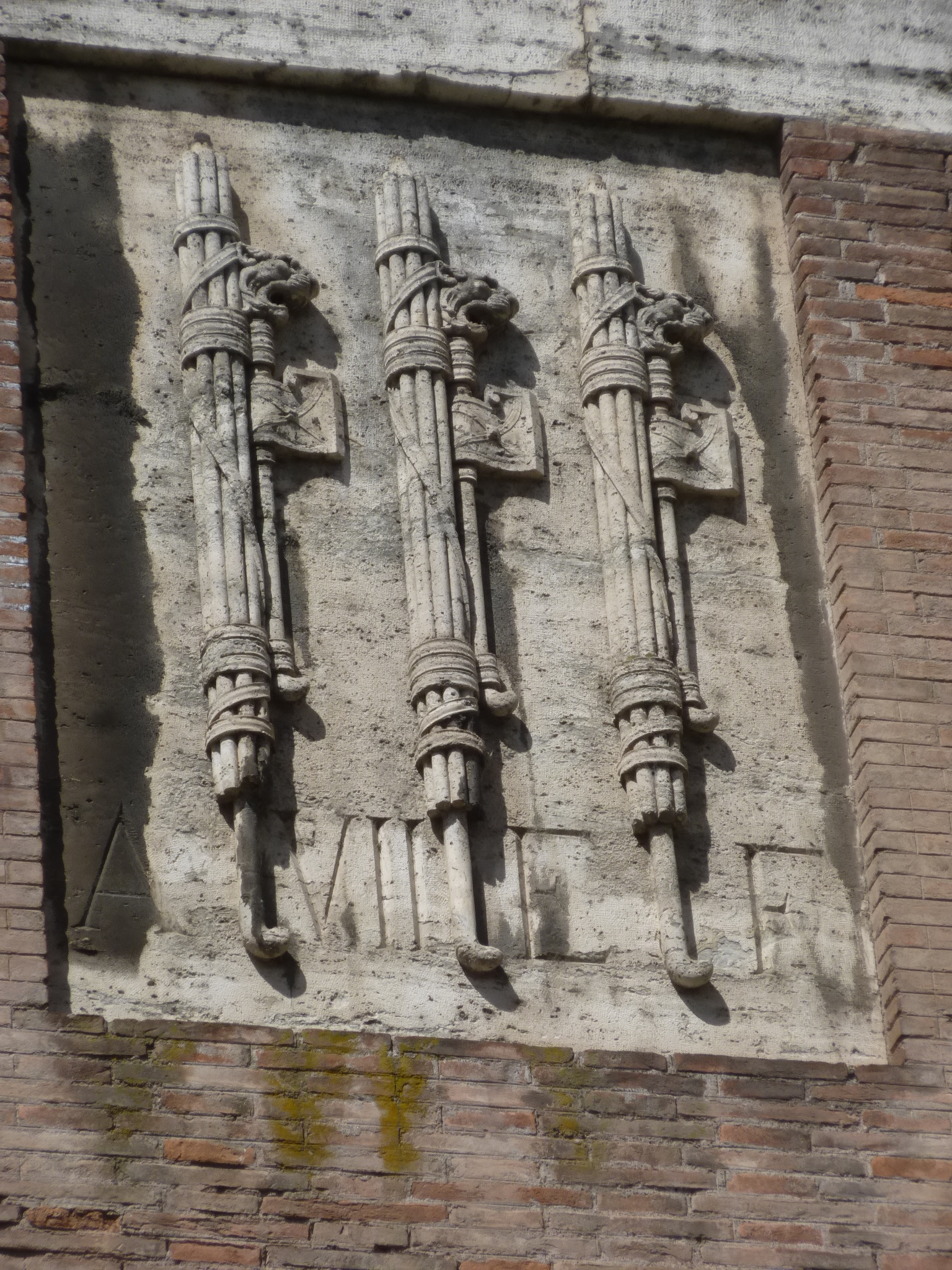
Una placa con fasces en el Teatro di Marcello con fecha de A. VII E.F.

El calendario fue abandonado en la mayor parte de Italia con la caída del fascismo en 1943 (Anno XXI), pero continuó usándose en la República de Salò hasta la muerte de Mussolini en abril de 1945 (Anno XXIII).
Muchos monumentos en Italia todavía tienen fechas de la era fascista.